# Spirit of Ecstasy

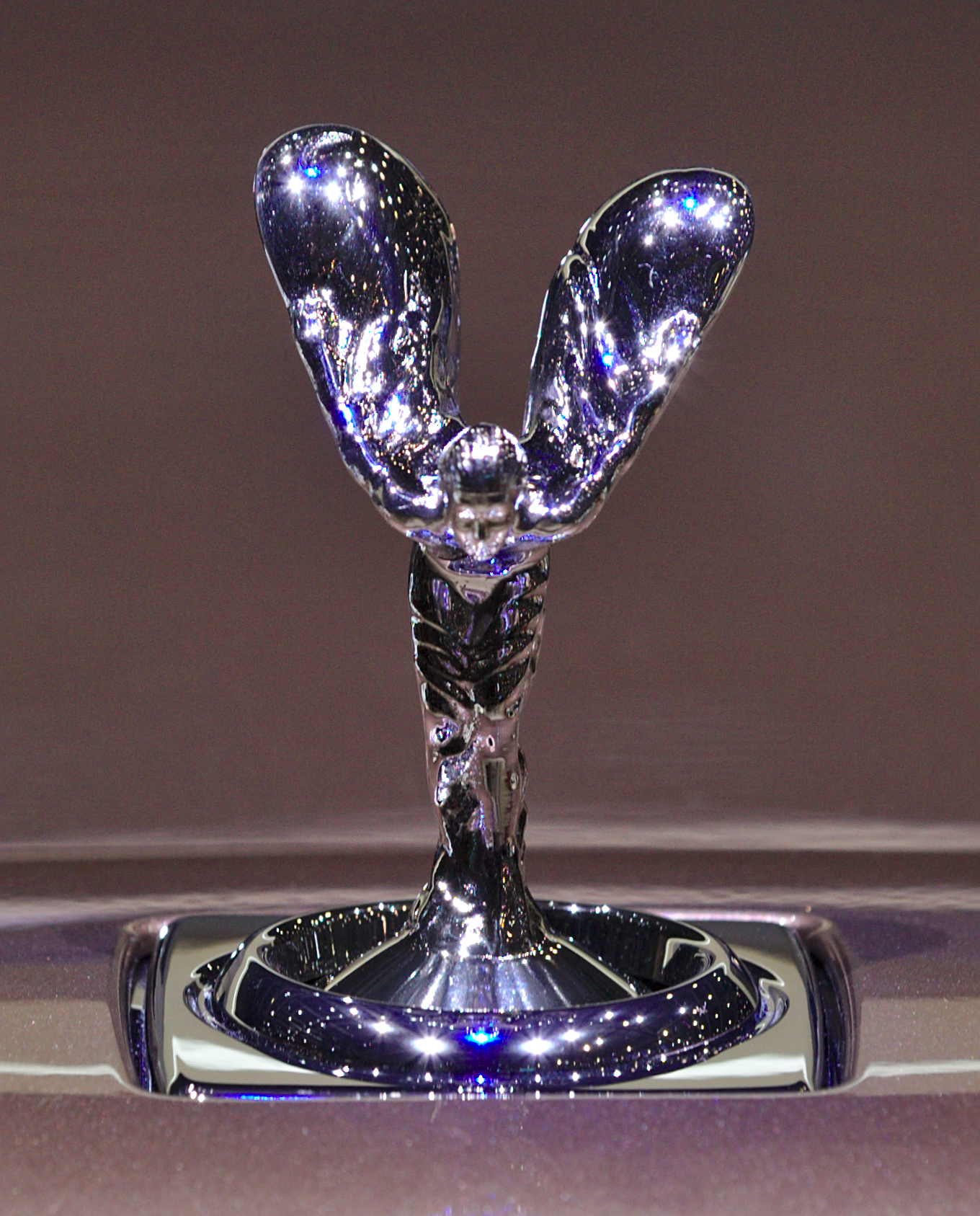
Spirit of Ecstasy an einem Rolls-Royce Cullinan

Spirit of Ecstasy kniend

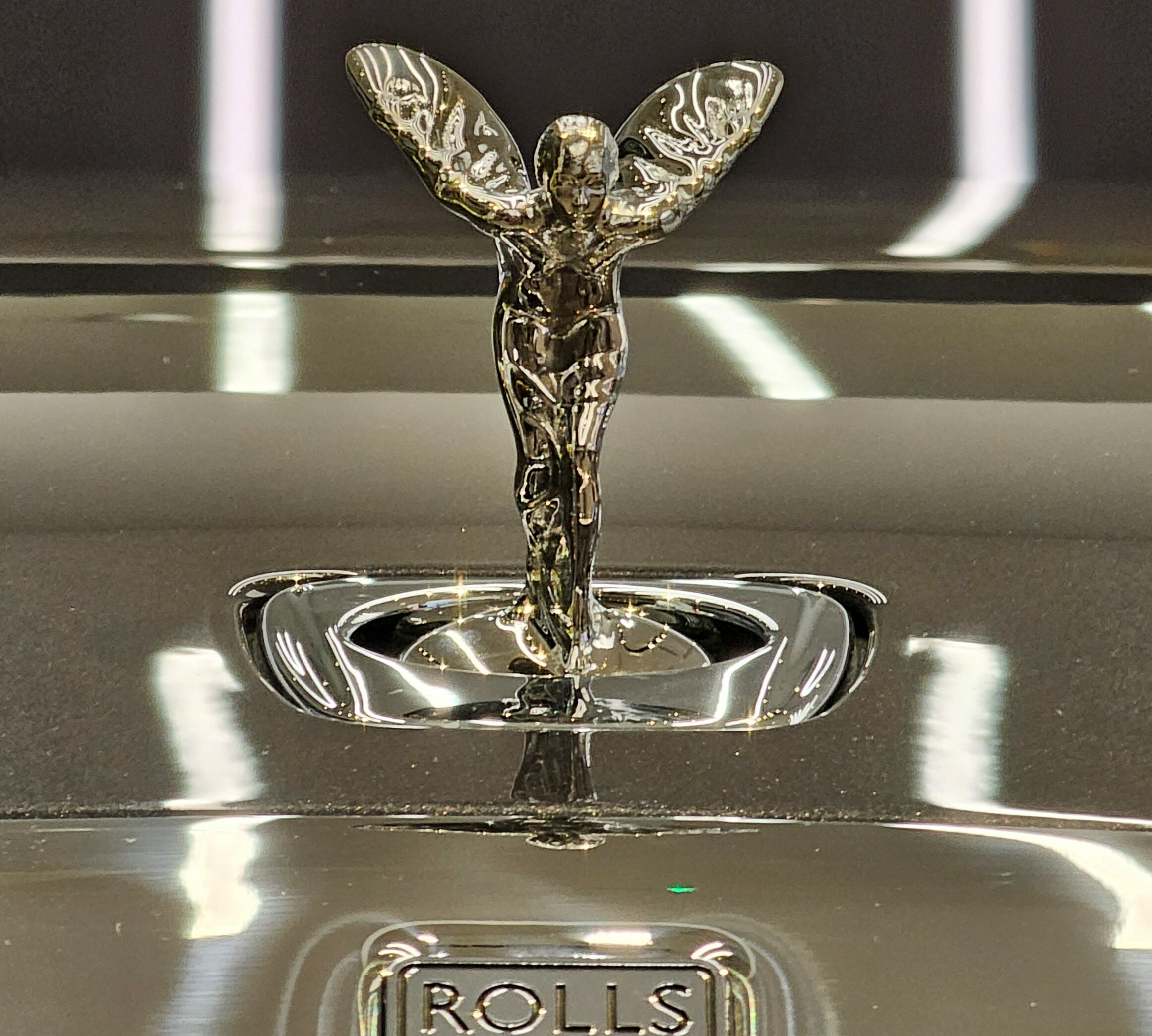
Spirit of Ecstasy an einem Spectre 2023

Spirit of Ecstasy ist der Name der Kühlerfigur, die seit 1911 den Verschluss des Wasserkühlers eines Rolls-Royce ziert. Landläufig wird sie auch Emily genannt.

## Geschichte
Am 6. Februar 1911 wurde die erste Ausführung auf einen Rolls-Royce montiert. Es war zugleich die erste aus Metall gegossene Figur, die in England serienmäßig einer Automarke mitgegeben wurde. Geistiges Vorbild mag eine Statue der Göttin Nike von Samothrake gewesen sein. Die Figur zeigt eine Frau mit einem im Wind wehenden Tuch (und nicht – wie gelegentlich angenommen – eine Frau mit Flügeln). Schöpfer der ersten Figur war der Bildhauer Charles Robert Sykes. Als Modell stand ihm Eleanor Thornton, die Sekretärin und Geliebte des britischen Adligen John Walter Edward Douglas-Scott-Montagu, 2. Baron Montagu of Beaulieu. Irrtümlicherweise wird die Rolls-Royce-Kühlerfigur heute mitunter „Emily“ genannt.
Auf Wunsch des Lord Montagu gestaltete Charles Sykes für dessen privaten Rolls-Royce eine Kühlerfigur, die der Künstler The Whisper („Das Flüstern“) nannte. Die Idee des Lords wurde populär und setzte sich durch. Lord Montagu vermittelte daraufhin Sykes den Auftrag von Rolls-Royce, eine Kühlerfigur zu gestalten. Wiederum stand Eleanor Thornton dafür Modell, und dementsprechend ähnelte das Ergebnis The Whisper sehr. Ursprünglich sollte die Figur Spirit of Speed („Geist der Geschwindigkeit“) heißen, aber dieser Name erschien Rolls-Royce als unenglische Prahlerei. Daher nannte man die Kühlerfigur Spirit of Ecstasy („Geist der Verzückung“).
Henry Royce selbst mochte Kühlerfiguren nicht. Sie waren in seinen Augen modischer Schnick-Schnack, der die Linien seiner Autos störte. Der Auftrag zur Gestaltung war vergeben worden, als er krankheitshalber nicht in der Firma war. An seinem persönlichen Rolls-Royce war normalerweise keine Kühlerfigur montiert.

## Ausführungen
Ende der 1920er Jahre waren die Aufbauten immer niedriger geworden. Rolls-Royce gab nun eine kniende Version der Figur in Auftrag, die wiederum Charles Sykes modellierte. Diese kniende Version störte das Sichtfeld des Fahrers nicht mehr so nachhaltig. Die kniende Version wurde bis nach dem Zweiten Weltkrieg eingesetzt – beim Silver Wraith und als letztes Modell beim Silver Dawn. Dann wurde wieder die stehende Version verwendet, allerdings im Vergleich zum Original in verkleinerter Form. Für das erste elektrische Fahrzeug, das elektrische Coupé Spectre 2023, wurde sie aerodynamisch überarbeitet.

## Herstellungsverfahren
Bis zum Jahre 1950 wurde jedes Exemplar mit dem Wachsausschmelzverfahren hergestellt, bei dem die Figur zuerst aus Wachs modelliert, dann mit einem hitzeverträglichen Mantel umgeben, der dann mit Metall ausgegossen wird, nachdem das Wachs ausgeschmolzen wurde. So ist jede Figur ein Unikat. Sykes pflegte auch in den ersten Jahren jedes Modell selbst zu signieren. Frühe Ausführungen haben daher hohen Sammlerwert. Da die Figur häufig von Dieben entwendet wurde, verschwindet sie bei neueren Modellen im Fahrzeugrahmen, wenn der Fahrbetrieb beendet ist. Als Sammelgegenstand kann sie auch einzeln erworben werden.